# Candy Candy

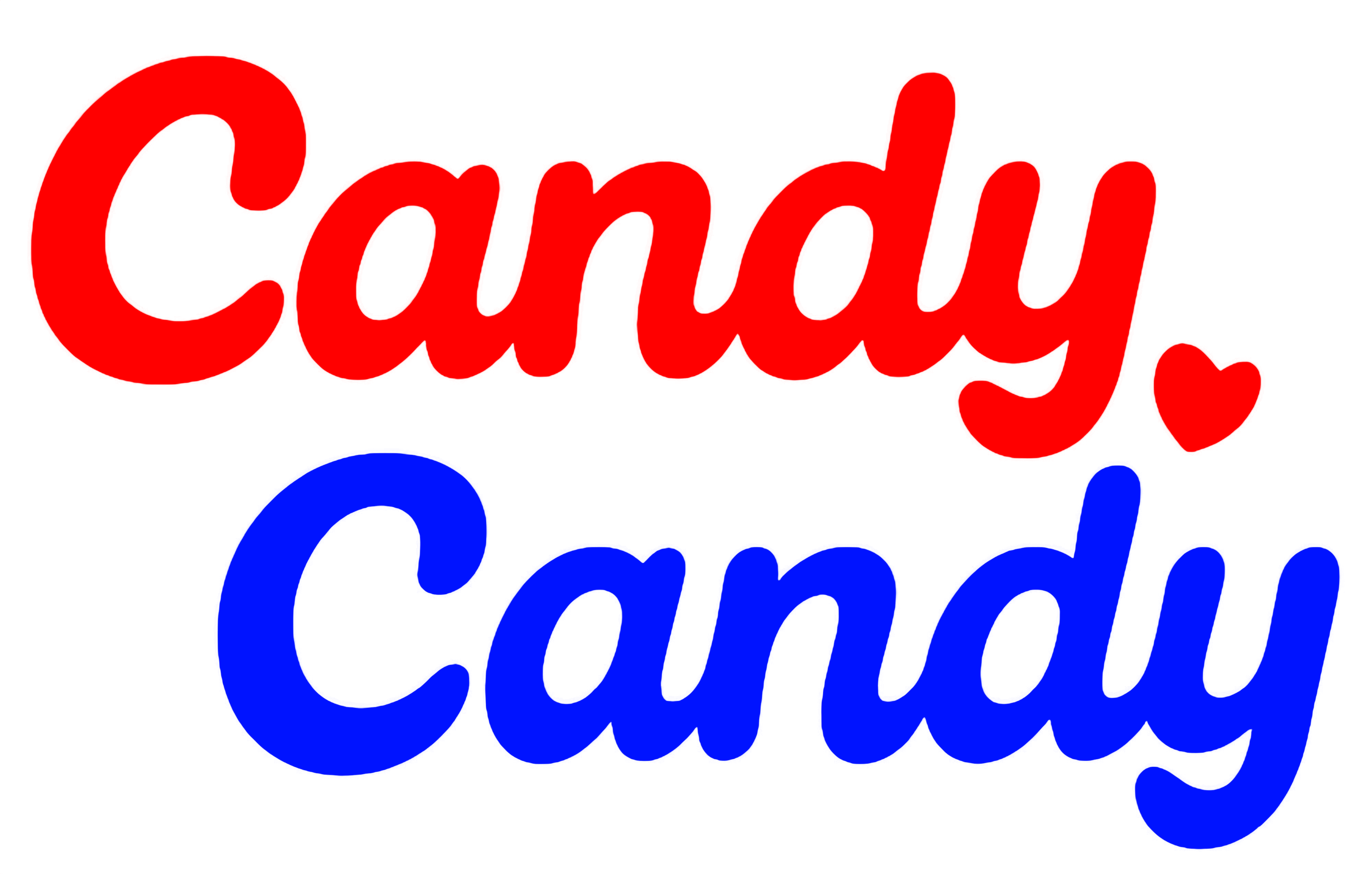

Candy-Candy este un roman și o serie manga și anime japoneză. Personajul principal, Candice (Candy) White Ardlay este o fetiță din America, blondă și cu pistrui, cu ochii mari și verzi, păr lung, cârlionțat și cu fundițe. Personajul Candy-Candy a apărut mai întâi într-un roman în proză al renumitei scriitoare japoneze Kyoko Mizuki în Aprilie 1975. În momentul când Mizuki s-a asociat cu artista manga Yumiko Igarashi, revista japoneză Nakayoshi s-a arătat interesată de Candy Candy. Timp de patru ani, revista a inclus această serie manga în paginile ei.
Seria anime a apărut în paralel, în România fiind difuzată abia în 1994 de Televiziunea Română. Spre deosebire de "Sandy Bell", unde s-a folosit ediția franceză, în România s-a difuzat versiunea originală japoneză a lui Candy-Candy, dublată în lectura talentatului Mihai Cabel, ale cărui "voci" au fost omniprezente în desenele animate de la acea vreme.
Candy-Candy s-a bucurat de o popularitate remarcabilă în anii ’70-’80, atingând statul de film idol în țări de pe întreg mapamondul.